# 1076 Viola
1076 Viola este un asteroid din centura principală, descoperit pe 5 octombrie 1926, de Karl Reinmuth.